# حوزه انتخابیه سوم اوهایو
حوزه انتخابیه سوم اوهایو یک حوزه انتخابیه مجلس نمایندگان آمریکا است که در ایالت اوهایو قرار دارد.